# Minimalisten
De minimalisten is een stroming in de Vlaamse Beweging die bescherming voorstaat van de taal en cultuur van Vlamingen binnen België. Het bestaan van cultuurgemeenschappen wordt als voldoende oplossing voor de communautaire problemen genoemd. Zij vindt haar natuurlijke tegenhanger in de maximalisten.
De minimalisten hebben tot 1985 politiek de scepter gezwaaid in het gefederaliseerde België, waarna aan Vlaamse zijde men toch verder dan de taalstrijd wilde gaan: de verdergaande federalisering van het land en de roep om gewestvorming en zelfs separatisme ging luider klinken. Vlaanderen wil steeds meer autonome bevoegdheden.

## Geschiedenis
De minimalistische beweging begon rond 1860 toen de eerste Nederlandstalige romans begonnen te verschijnen in Vlaanderen. Later uitte het minimalistische streven zich binnen het daensisme en werden de eerste parlementaire successen geboekt in de vorm van maatregelen voor het taalgebruik in het lager onderwijs en bij de toegang tot het gerecht en de overheid - die overigens tot in de jaren twintig nauwelijks opgevolgd werden.
Tijdens de Eerste Wereldoorlog waren de minimalisten gekant tegen collaboratie door de activisten met de Duitse bezetter en hun standpunt Vlaanderen onafhankelijk te verklaren, en werden daarom passivisten genoemd. Zij opereerden vooral vanuit Nederland (binnen het op 30 april 1917 opgerichte Vlaamsch-Belgisch Verbond), waar zij heen gevlucht waren en waar zij hun plannen om België te splitsen in taalgebieden uitwerkten.
In de jaren twintig werd het zogenaamde minimimumprogramma opgesteld. Men eiste:
- een eentalig Vlaanderen;
- naar taal gescheiden afdelingen in het leger (een eis van de Frontbeweging) met officieren die de taal der manschappen spreken;
- tweetaligheid vanuit de centrale overheid.

Als bekendste minimalist geldt Frans Van Cauwelaert. Zijn grootste prestatie is de doorvoering van de Taalwetten in 1927, waardoor:
- de vernederlandsing van de Rijksuniversiteit Gent in 1930 officieel haar beslag kreeg, en
- de spelling van het Algemeen Beschaafd Nederlands als officiële spelling werd overgenomen.

Ook aan latere taalwetgeving gedurende de jaren dertig had hij een groot aandeel.
Taalactivist Flor Grammens deed in de jaren twintig en dertig van zich spreken door overtredingen van de taalwetgeving met directe actie aan te pakken. Hij overschilderde plaats- en straatnaamborden, scheurde Franstalige schoolboeken doormidden, weigerde Frans te spreken tegenover rijkswacht en gerecht. Hij deed dat in Limburgse gemeenten die op de taalgrens lagen en tegenwoordig faciliteitengemeenten zijn.
Latere prestaties van minimalisten zijn de stichting van een Nederlandstalige omroep BRT in 1960, de officiële bevestiging van de taalgrens in 1962 en de vastlegging van de taalgebieden in 1963, de vertaling van de in het Frans gestelde Belgische Grondwet in 1967, de splitsing van de Katholieke Universiteit Leuven in 1968 en de ondertekening van de Nederlandse Taalunie en het Cultureel Verdrag Nederland-België (inmiddels Cultureel Verdrag Nederland-Vlaanderen) in 1980.
In de jaren zeventig en tachtig is door de minimalisten heftig gestreden tegen de verfransing in de Voerstreek, Komen en in Brussel, waar in Schaarbeek burgemeester Roger Nols de lokettenkwestie veroorzaakte.

## Organisaties
Organisaties die als minimalistisch te benoemen zijn of waren:
- het Taal Aktie Komitee, is ondertussen volledig naar het maximalistisch standpunt overgegaan
- actiegroep Brussel Ook Onze Stad
- de Marnixring
- het Algemeen-Nederlands Verbond.